# Lefort (1835)
Il Lefort (in lingua russa Лефорт) fu un vascello di linea russo da 94 cannoni che prestò servizio nella Flotta Imperiale russa tra il 1836 e il 1857. Il vascello andò perso per naufragio nel Mar Baltico il 22 settembre 1857, con la perdita di 826 tra membri dell'equipaggio e passeggeri a bordo.

## Storia
Il vascello di linea Lefort apparteneva alla classe Imperatritsa Aleksandra della Flotta Imperiale russa, armato nominalmente con 84 cannoni, in realtà ne portava 94.

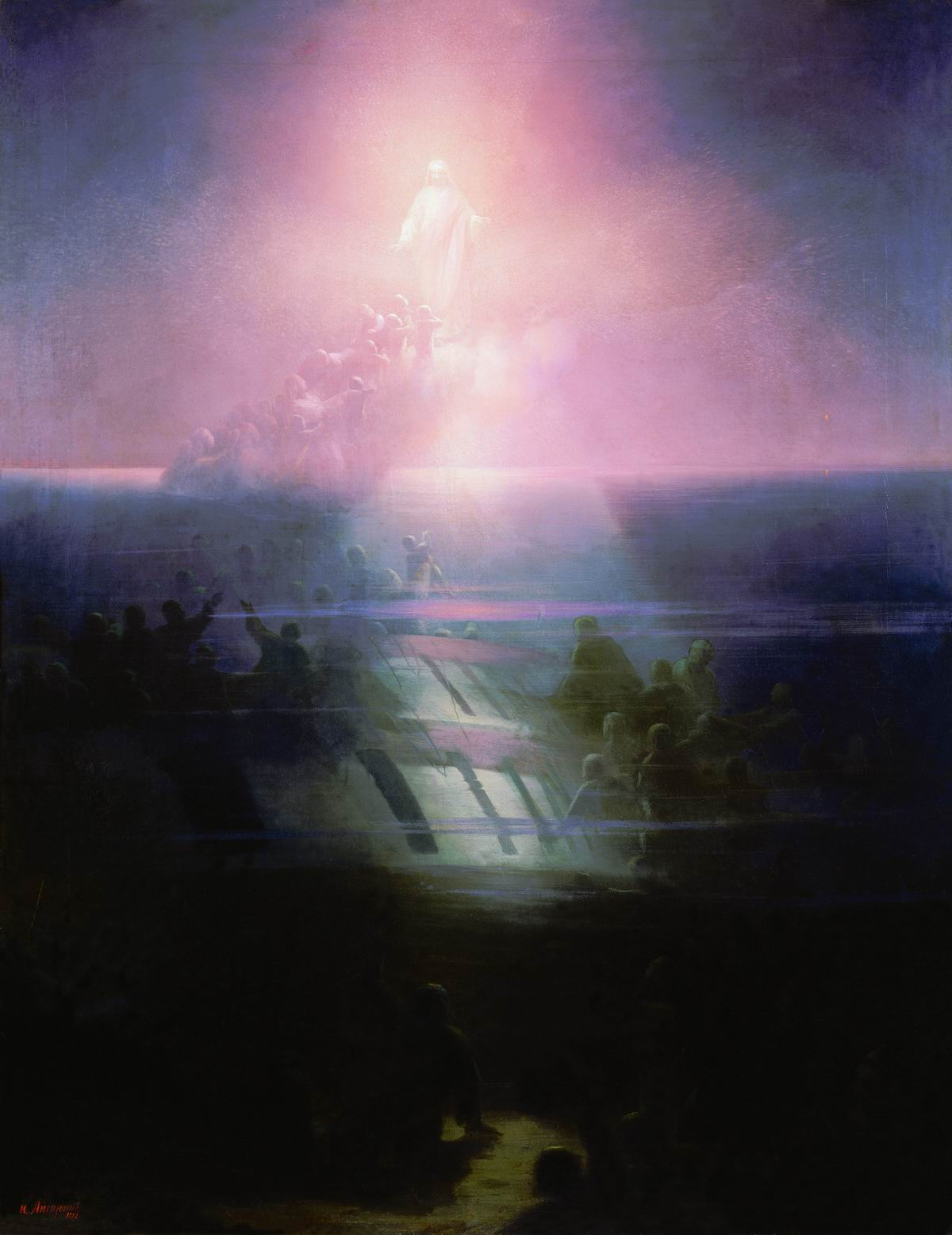
Il naufragio del Lefort in un dipinto di Ivan Aivazovsky.

La sua chiglia fu posata il 23 novembre 1833 presso l'arsenale di San Pietroburgo, sotto la direzione dell'ingegnere navale Yakov Anikeevič Kolodkin. La nave venne varata il 9 agosto 1835 alla presenza dello Zar Nicola I, e prese il nome dall'ammiraglio François Lefort, che fu comandante in capo della marina russa dal 1695 al 1696. La costruzione della nave vide l'impiego di legno di quercia per la chiglia e le travi e di pino per i ponti e il rivestimento dello scafo, oltre alle parti metalliche preparate presso lo stabilimento dell'Ammiragliato. Nicola I fu così soddisfatto della nuova nave che promosse "motu proprio" Kolodkin al grado di colonnello.
Dopo l'entrata in servizio, il Lefort si unì alla flotta del Baltico. Nel 1836-1838, 1840, 1841, 1843 e 1846 partecipò a missioni di addestramento nel Mar Baltico e nel golfo di Finlandia. Nel 1847 l'unità fu rimodernata una prima volta, e nel 1848, durante la prima guerra dello Schleswig, la nave trasportò aiuti alla Danimarca. La nave fu poi modernizzata e riarmata in cantiere navale "Pietro il Grande" a Kronstadt durante la stagione velica 1851-1852.
Durante la guerra di Crimea, nel 1854 partecipò alla difesa di Kronštadt, avendo a bordo il granduca Konstantin Nikolaevič Romanov, contro una flotta franco-britannica, ma non entrò mai in combattimento. Tra il 1855 e il 1856 partecipò a missioni di trasporto di materiali per conto dell'Ammiragliato.
Nell'estate del 1857 una divisione navale russa, composta da 3 vascelli di linea, si trovava a Reval, e non essendo prevista alcuna uscita in mare le unità si stavano preparando per affrontare l'inverno. Il 28 agosto, il capo della 2ª Divisione navale, viceammiraglio Mitkov, ricevette dall'Ammiragliato l'ordine di trasferire tutte le navi della divisione a rimorchio di alcuni grandi piroscafi a vapore da Reved e Sveaborg a Kronstadt. Allo stesso tempo, fu indicato che le navi dovevano avere provviste per un mese di navigazione, imbarcando l'intero equipaggio e le famiglie del personale di grado inferiore sposato. In caso di vento favorevole, le vele potevano essere utilizzate per aiutare i battelli a vapore nel loro compito.
Il 4 settembre, il piroscafo Thundering arrivò a Revel per il rimorchio del vascello Pamiat Azova, che lo stesso giorno partì per Kronstadt. Il comandante della squadra navale di Reval, contrammiraglio I. Nordman di sua iniziativa mandò una richiesta telegrafica al viceammiraglio Mitkov chiedendo se, in caso di mancato arrivo di piroscafi, e in circostanze favorevoli, le navi potessero salpare. Ottenuto il permesso, firmato dall'aiutante di Sua Maestà Imperiale, il contrammiraglio Krabbe, di salpare per Kronstadt in circostanze favorevoli, dopo aver alzato la sua insegna sul vascello Vladimir, il 17 settembre il contrammiraglio Nordman, ispezionò le navi e ordinò loro di Vela navigare a vela uscendo dal porto dove avrebbero aspettato i piroscafi. Il 19 e 20 settembre, il vento soffiava da est, contrario alla navigazione verso Kronstadt, e il distaccamento rimase all'ancora.
Le navi salparono alle 9:30 del 21 settembre e verso le 20:00 superato l'allineamento dei fari dell'isola di Gogland. Forte nuvolosità, forti raffiche divento con pioggia e neve, e letture del barometro basse costrinsero il distaccamento navale a rimanere dietro l'isola di Gogland fino all'alba.  La mattina del 22 settembre 1857, il Lefort, al comando del capitano di primo rango Alexander Mikhailovič Kishkin, era in navigazione nel golfo di Finlandia in rotta da  Reval a Kronstadt insieme alle navi di linea Imperatritsa Aleksandra, Vladimir e Pamiat Azova, sotto il comando del contrammiraglio I. Nordman.
La nave aveva a bordo 756 membri dell'equipaggio e ufficiali, 53 donne e 17 bambini (membri delle famiglie dell'equipaggio). All'alba, verso le 5 del mattino del 9 settembre, le navi navigavano a nord dell'isola di Gogland e di quella di Bol'šoj Tjuters con le mure a dritta, avendo una distanza di 0,5-2 miglia l'una dall'altra. Alle 7:00 la formazione iniziò a strambare per virare sinistra per entrare nel porto, ma venne colta improvvisamente dall'arrivo di una burrasca. Il Lefort sbandò una volta, si raddrizzò e sbandò di nuovo, capovolgendosi e affondando alle 7:23, cinque miglia e mezzo (10,2 km; 6,3 miglia) a nord-nordest di Bol'šoj Tjuters, con la perdita di 826 delle persone che si trovavano a bordo, sebbene un marinaio si fosse salvato aggrappandosi a una trave e galleggiando verso Gogland. Nessuna delle altre due unità riuscì a portare aiuto al Lefort, in quanto la tempesta infuriò per 53 ore. 
Una commissione d'inchiesta che indagò sul disastro riconobbe come causa più probabile dell'incidente l'indebolimento delle strutture portanti della nave, in quanto il Lefort era stato utilizzato due volte per trasportare carichi pesanti sui ponti dei cannoni nel 1856. L'inchiesta  affermò anche che lo scafo della nave non era stato adeguatamente calafatato e che il carico era troppo piccolo e organizzato in modo errato. Inoltre fu ipotizzato che i portelli dei cannoni fossero stati lasciati aperti per fornire aria fresca ai passeggeri; e ciò potrebbe aver contribuito all'affondamento della nave a causa dell'ingresso di acqua quando la nave sbandò per la prima volta
Il relitto di Lefort, in buone condizioni, è stato trovato a 60 metri di profondità nel Golfo di Finlandia il 4 maggio 2013, nell'ambito di una spedizione internazionale di ricerca subacquea dei relitti delle navi affondate nella prima e nella seconda guerra mondiale condotta da Konstantin Bogdanov. La spedizione era alla ricerca del sottomarino sovietico Shch-320 (secondo altre fonti dello S-9), affondato durante la Grande Guerra Patriottica.

### Fonti
1. 1 2 3 4 5  Wrecksite.
2. 1 2 3 4 5 6 7 8 9 10 11 12 13 14 15 16 17 18 19 20  Reinfeldt.
3. 1 2 3 4 5 6 7  Lefort.
4. 1 2  Tredrea, Sozaev 2010, p. 224.